# Vzdělávání praxí

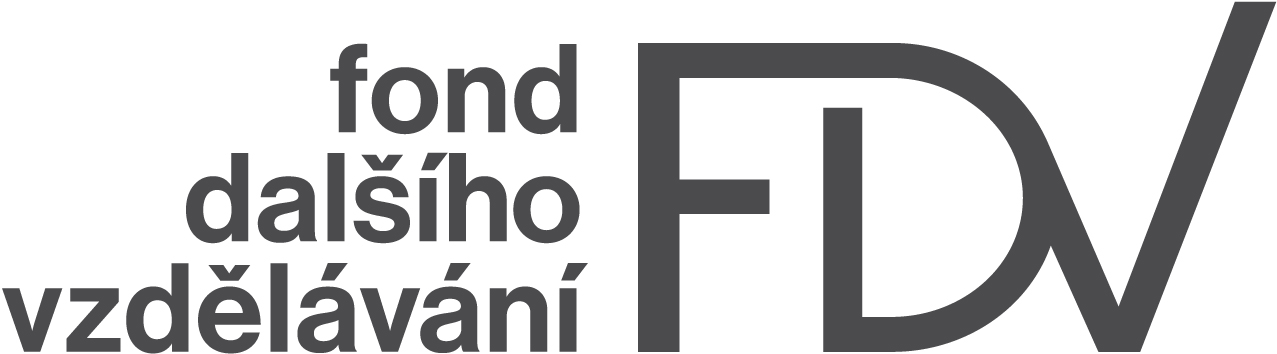
Fond dalšího vzdělávání.

Vzdělávání praxí (celým názvem „Vzdělávání praxí pro zvýšení zaměstnatelnosti“, registrační číslo CZ.03.1.48/0.0/0.0/15_123/0002761) je projekt realizován Fondem dalšího vzdělávání, příspěvkovou organizací Ministerstva práce a sociálních věcí ČR. Projekt je financován Evropským sociálním fondem prostřednictvím Operačního programu Zaměstnanost a státním rozpočtem ČR. Cílem Vzdělávání praxí je zvýšit kvalifikaci znevýhodněných osob na pracovním trhu a rozšířit tak možnosti jejich uplatnění na trhu práce. Projekt probíhá od dubna 2016 do července 2019.

## Popis
Cílovými skupinami projektu jsou všichni lidé starší 15 let, jejichž profil odpovídá jedné z následujících kategorií – evidovaní uchazeči nebo zájemci o zaměstnání na Úřadu práce (včetně absolventů), osoby na/po mateřské dovolené nebo rodičovské dovolené, nízkokvalifikované osoby, osoby starší 50 let, osoby se zdravotním postižením, žáci a studenti střední nebo vysoké školy (posledního ročníku střední školy; posledních 4 semestrů vysoké školy v bakalářském nebo magisterském programu, popř. doktorandském; posledních 4 semestrů vyšší odborné školy; jednoletého denního studia akreditované jazykové školy). 
Účastníci získávají praktické zkušenosti a nové znalosti přímo v reálném pracovním prostředí jimi vybrané firmy. Po celou dobu praktického vzdělávání provází účastníka zkušený a zaškolený zaměstnanec dané firmy, tzv. mentor. Praxe trvá v délce 1–6 měsíců dle vybrané pozice. Pozice je možné vybírat ze širokého spektra oborů, jako jsou administrativa, ekonomie, služby, strojírenství, zemědělství, cestovní ruch, stavebnictví, informační technologie, marketing a reklama. 
Kromě získaných zkušeností přináší projekt účastníkům také potenciální možnost budoucího uplatnění v dané firmě. Po absolvování vzdělávání praxí obdrží účastník certifikát, který mu může u budoucích zaměstnavatelů pomoci jako reference. Účast v projektu není nijak zpoplatněna. Pokud účastník na vzdělávání praxí musí dojíždět, má možnost požádat o příspěvek na cestovné a ubytování. 
Poskytovatelem vzdělávání praxí, tedy společností, kam účastník na praxi dochází, se může stát fyzická (podnikající) a/nebo právnická osoba (např. a. s., s. r. o. apod.), která existuje alespoň 6 měsíců. Výhodou zapojení firem do projektu je možnost vyzkoušet si potenciálního zaměstnance v praxi a zefektivnit firemní procesy. Vynaložené náklady na vzdělávání praxí jsou firmám plně kompenzovány.